# Angela Merkel
  Angela Merkel    (Eimsbüttel, 17 de juliol de 1954) és una política alemanya, cancellera del seu país des del 22 de novembre del 2005 fins al 8 de desembre de 2021. Va ser líder del partit conservador CDU fins al desembre de 2018, quan va ser substituïda en el càrrec per Annegret Kramp-Karrenbauer. Ha estat considerada la dona més poderosa del món els darrers 15 anys per la revista Forbes en la Llista de les 100 dones més poderoses del món, excepte el 2010 que ocupà el quart lloc.

## Biografia

### Vida personal
Merkel va néixer com Angela Dorothea Kasner el 1954, a Hamburg, Alemanya Occidental, filla de Horst Kasner (1926-201; né Kazmierczak), pastor luterà i nadiu de Berlín, i de la seva esposa Herlind (1928-2019 ; née Jentzsch), nascuda a Danzig (ara Gdansk, Polònia), professora d'anglès i llatí. Té dos germans menors, Marcus Kasner, físic, i Irene Kasner, terapeuta ocupacional. En la seva infància i joventut, Merkel era coneguda entre els seus companys pel sobrenom de "Kasi", derivat del seu cognom Kasner. De ben jove anà a viure a l'RDA, on el seu pare, fou assignat. Cresqué a Templin, uns 80 km al nord de Berlín. Entre 1973 i 1978 estudià física a la universitat de Leipzig, on també es doctorà en química quàntica el 1986.
De 1977 fins a 1982 estigué casada amb el físic Ulrich Merkel, de qui s'acabà divorciant. Des del 1998 està casada amb Joachim Sauer, catedràtic de química de Berlín. No té fills.
A més d'alemany, parla rus i anglès amb fluïdesa. En les seves aparicions públiques, sovint fa un gest característic que s'ha batejat amb el seu nom: el rombe de Merkel.

### Vida política

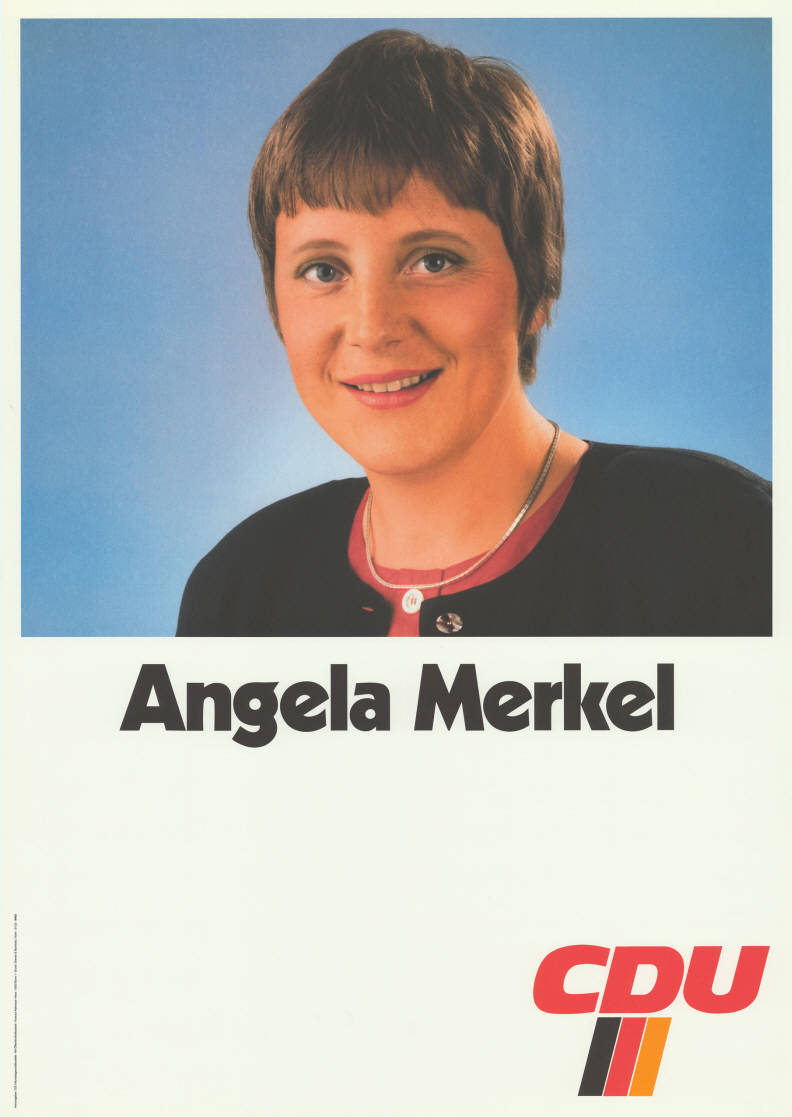
Merkel en un cartell de campanya de la CDU (1995)

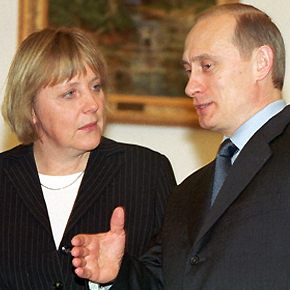
Merkel i el president rus Vladímir Putin (2002)

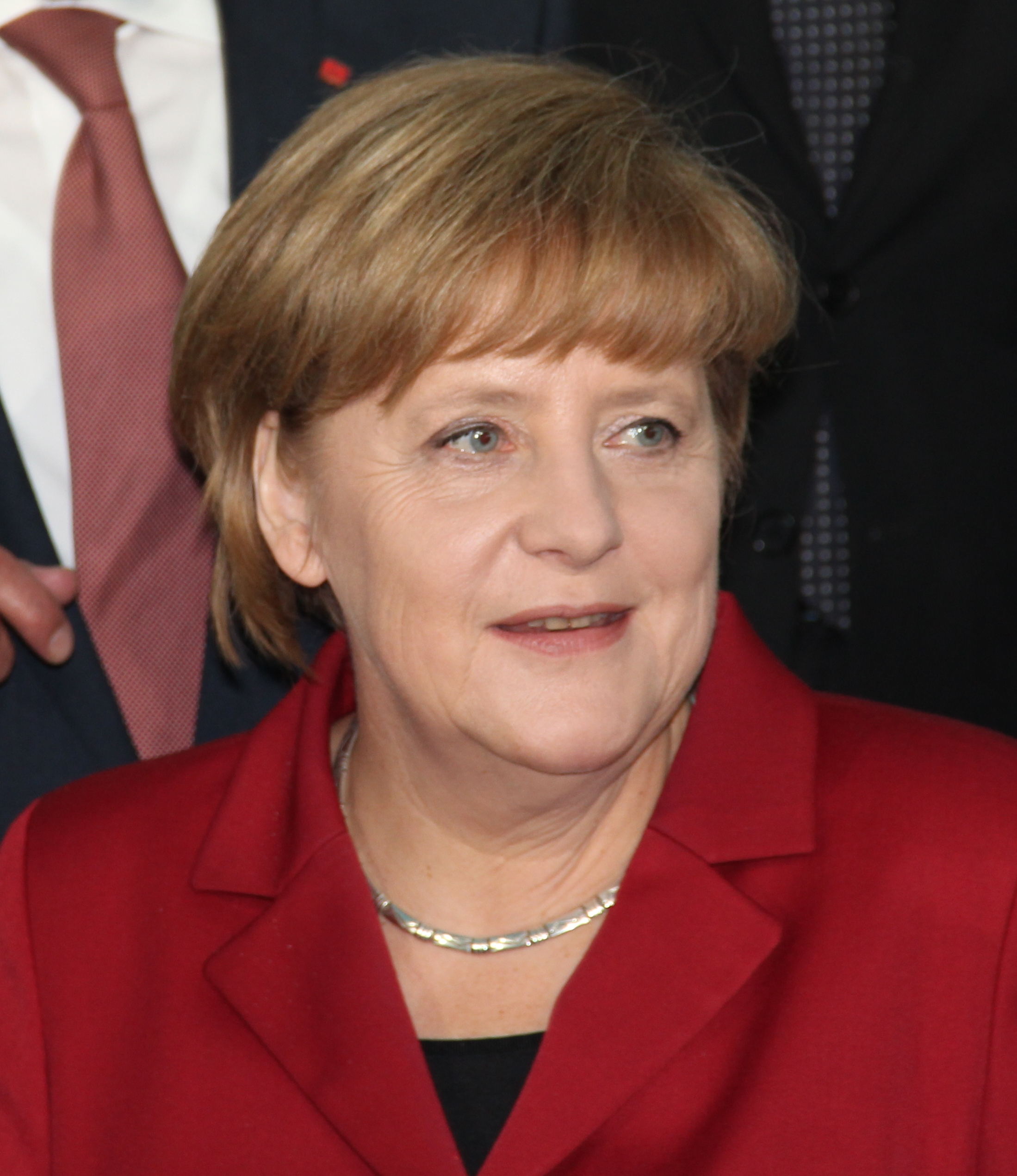
Angela Merkel 2013

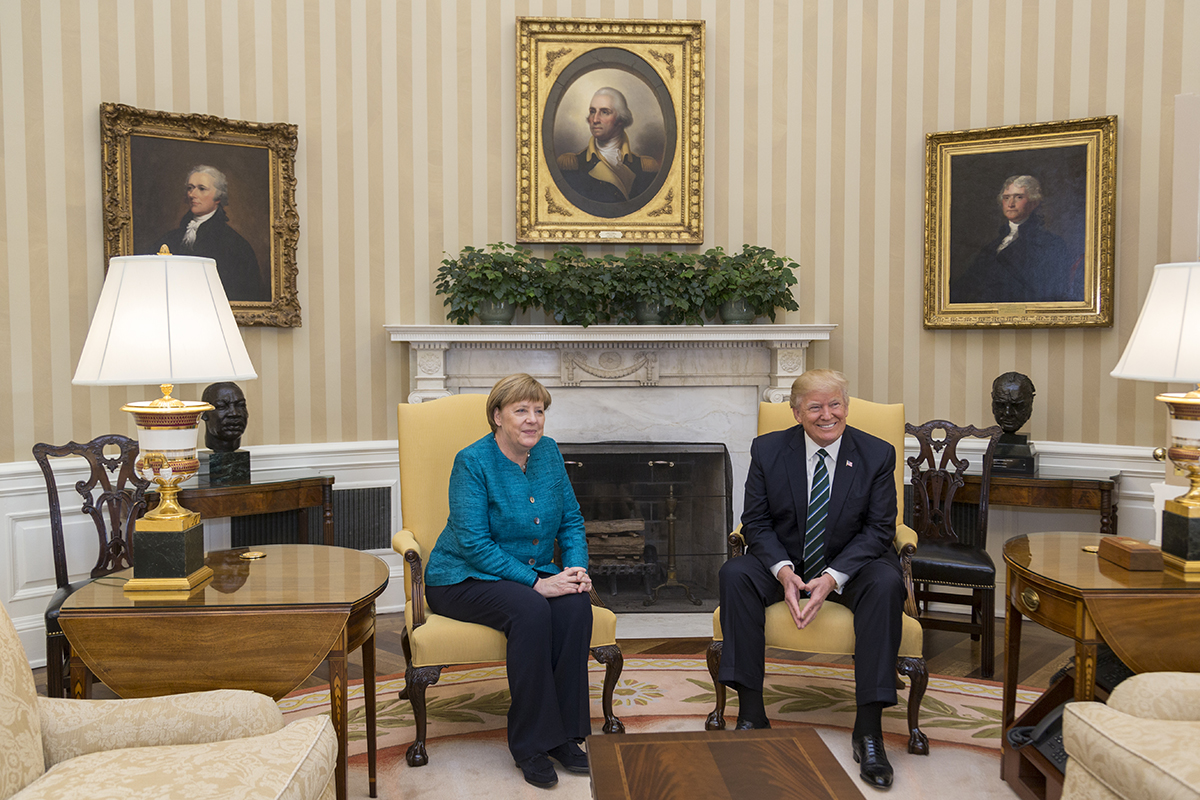
Merkel amb el president dels Estats Units Donald Trump al Despatx Oval (2017)

Després de la caiguda del mur de Berlín, el 1989 Merkel s'afilià al Demokratischer Aufbruch, partit opositor que s'acabà unint a la Unió Demòcrata Cristiana d'Alemanya (CDU) el 1990. Després de les primeres eleccions democràtiques a l'RDA, Merkel esdevingué portaveu del nou govern de Lothar de Maizière. El mateix 1990, i després de les primeres eleccions a l'Alemanya reunificada Merkel fou nomenada ministra per les Dones i el jovent al gabinet de Helmut Kohl. Aquest polític, que en fou el mentor, l'anomenava das Mädchen («la noia»).
De 1994 a 1998 fou ministra de medi ambient i seguretat nuclear. Fou vice-portaveu de la CDU entre 1991 i 1998, a més de portaveu del mateix partit a Mecklenburg-Pomerània Occidental del 1993 al 2000. El 1998 secretària general del partit a nivell federal, i el 2000 n'assumí el lideratge. Des d'aquest moment Merkel fou sovint vista com una figura de transició, omplint el buit deixat pels antics quadres masculins provinents de l'àrea catòlica i conservadora del Rin que es mantenien a la rereguarda en ser esquitxats per escàndols de corrupció. Posteriorment ha vençut la resistència interna i sovint és comparada amb Margaret Thatcher.

#### Canceller d'Alemanya
Angela Merkel fou la candidata a cancellera a les eleccions federals alemanyes de 2005 per la coalició CDU/CSU, que si bé guanyà les eleccions no disposà de prou escons com per formar govern sola. Després d'un període de negociació entre la CDU/CSU i el Partit Socialdemòcrata d'Alemanya (SPD) hom acordà un govern de coalició, del qual ella seria líder. El 22 de novembre del 2005 esdevingué la primera dona cancellera d'Alemanya. Quan esclatà la crisi de la zona euro, Alemanya era el major creditor del govern grec, i Merkel va imposar mesures d'austeritat als deutors com Grècia.
Merkel fou capaç de revalidar el seu mandat el 2009 en guanyar novament les eleccions federals per majoria simple. El 28 d'octubre de 2009 es constituí el nou govern de coalició entre la CDU, CSU i FDP encapçalat per Merkel.
Al llarg dels anys següents consolidà el seu lideratge al país i també a la Unió Europea, gràcies a una economia que, malgrat els efectes innegables de la recessió, es mantingué com la més sòlida de la Unió Europea. Aquesta preeminència (no afectada, d’altra banda, per la seva controvertida decisió el 2011 de posar fi gradualment a l'energia nuclear) donà a Alemanya una creixent influència en l’organització, molt especialment en la política econòmica, de la zona euro, davant la greu crisi del deute que afectava els estats membres del sud, com posà de manifest la signatura del Tractat d’Estabilitat del 2012 i l’oposició rotunda als eurobons, política que tingué en el seu ministre de Finances Wolfgang Schäuble el principal artífex. En política exterior no europea estrenyé la col·laboració amb els EUA (malgrat la crisi que desencadenaren les revelacions per un afer d’espionatge nord-americà sobre la cancellera), especialment a l'Afganistan.
Després de governar durant quatre anys més amb els liberals (2009-2013) com a soci minoritari, on el govern basà les seves polítiques en l'austeritat econòmica, en les eleccions del 22 de setembre de 2013 els liberals van perdre tots els seus diputats al Bundestag, obligant al partit de Merkel a buscar socis alternatius de govern.
Després de quasi tres mesos de negociació, es decidí a repetir la gran coalició del seu primer govern amb l'SPD. El manteniment del bon ritme de l'economia apuntalà Alemanya com a peça bàsica de la Unió Europea, que des del 2015 es veié sacsejada per la crisi dels refugiats, davant la qual Merkel fou la principal valedora d’un sistema de quotes d’acollida que fou o bé ignorat o bé frontalment rebutjat per la majoria d’estats membres de l’organització.
El 24 de setembre de 2017 es varen celebrar les eleccions Federals Alemanyes. Angela Merkel es presentava a la selva quarta reelecció i s'endugué una alta victòria. Va obtenir un 32,9% dels vots, mentre que el seu rival més fort, el socialista Martin Schulz, un 20,5%. El desembre de 2018 va anunciar que no repetiria com a candidata del partit a les eleccions federals alemanyes de 2021. A més, va abandonar el lideratge de la Unió i va ser substituïda per Annegret Kramp-Karrenbauer, de caràcter centrista.

#### Després de la cancelleria
A les portes de les eleccions federals alemanyes de 2025 el partit va entrar en crisi entre el llavors líder de la CDU Friedrich Merz i Merkel i el sector centrista del partit, en fer una proposició de llei per restringir la immigració, que va rebre el suport d'Alternativa per Alemanya (AfD), tot i que finalment la proposta va ser derrotada en el parlament.

## Guardons
Entre altres guardons, ha rebut la Gran Creu de l'orde del mèrit de la República italiana (2006) i la Gran Creu de l’orde del mèrit d’Alemanya (2008), la Medalla B’nai Brith pel compromís en la lluita contra l'antisemitisme i el racisme (2008), el Premi Internacional Carlemany de la Unió Europea (2008) i la Medalla Presidencial de la Llibertat del govern dels EUA (2011).